# Zane Tamane
Zane Tamane (24 de setembro de 1983) é uma basquetebolista profissional letã.

## Carreira
Zane Tamane integrou a Seleção Letã de Basquetebol Feminino, na Pequim 2008, que terminou na nona colocação.